# 引力结合能
重力结合能是将松散物质通过引力作用相互聚拢的能量，其在量上等于将物体移动至无限远处所需的能量，或者物体从无限远处开始加速的过程中所释放的能量（通常以热能的形式）。
一个系统的重力结合能等于这个系统的重力势能的相反数。在一个天体和一颗卫星的系统中，重力结合能较卫星与天体之间的重力势能，其绝对值大得多。这是因为，后者仅将两部分分离的能量计算在内，而不计算各部分本身的能量。
对于一个均质球体，重力结合能U的定义为：
{\displaystyle U={\frac {(3/5)GM^{2}}{r}}}
其中，G代表重力常数，M是这个球体的质量，r是球体半径。与将两个相互接触的相同球体分离至无限远所需的能量相比，这一能量还要大20%。
假设，地球是一个均质球体，质量M=5.97×1024kg，半径r=6.37×106m，那么U就是2.24×1032J。这大致上等于太阳一周所释放的能量。它是37.5 MJ/kg，是表面上的势能的60%。
根据纬里理论，一颗恒星的重力结合能大约是内部热能的两倍。

虽然万有引力本身相对质量非常小，但是当总体质量很大时，比如地球，其因重力产生的能量
就会变得不容忽视，现代科学家相信，地核的高温，就与重力结合能有关